# 独李镇
独李镇，是中华人民共和国陕西省咸陽市三原县下辖的一个乡镇级行政单位。

## 行政区划
独李镇下辖以下地区：
刘官村、仁里村、南仵村、双桥村、张刘村、赵渠村、王店孙村、黄李村、苏化村、王马村、北李村和新庄村。